# Keita Ishii
Keita Ishii (石井 圭太 Ishii Keita?), född 22 juni 1995 i Kanagawa prefektur, är en japansk fotbollsspelare.
Ishii började sin karriär 2014 i Yokohama FC. 2016 blev han utlånad till Grulla Morioka. Han gick tillbaka till Yokohama FC 2017. 2019 flyttade han till Iwate Grulla Morioka.